# رالف بیب
رالف بیب (به انگلیسی: Rolf Beab) (زادهٔ ۴ ژانویهٔ ۱۹۶۴) شناگر اهل آلمان است.